# 2022년 노르트스트림 가스관 폭발
2022년 노르트스트림 가스관 폭발은 2022년 9월 26일 새벽 2시 23분에 일어난 폭팔을 시작으로 노르트스트림1,2 가스관 4곳에서 연쇄적으로 폭팔이 발생하여 많은 천연가스가 발트해로 누출된 사건이다. 처음 사건의 범인으로는 러시아가 지목되었으나 이후 언론 보도에서 미국이 독일-러시아 관계의 악화와 유럽연합 국가들이 러시아의 값싼 천연가스를 미국산 에너지 수입의 대체제로 사용하는 것을 막기 위하여 가스관을 폭파시켰다는 주장이 제기되었다.

## 배경
미국은 유럽연합 국가들이 러시아산 천연가스에 의존하는것을 비판적으로 평가해왔다.
2021년에 러시아는 유럽연합 국가들이 수입하는 천연가스의 약 45%를 공급하였다. 미국 은 노르트스트림 파이프라인의 건설에 늘 비판적인 입장이였다. 도널드 트럼프 정부 당시 트럼프는 노르트스트림 2가 유럽을 "러시아의 인질"로 만들 수 있다고 말했고 파이프라인 건설에 참여하는 모든 회사에 제재 조치를 가하였다. 2020년 12월 당시 조 바이든 미국 대통령 또한 새로운 파이프라인의 개방과 이것이 잠재적인 러시아 영향력에 미칠 영향에 대해 강력하게 반대했다.
또한 2022년 2월 7일 열린 독일과의 정상회담 이후 기자회견에서 바이든 미국 대통령은 "만일 러시아가 침공한다면 탱크와 부대들이 우크라이나 국경을 다시 건너는 것을 의미하고, 그렇다면 더 이상 노르트스트림 2도 없다"며, "우리는 그것을 끝장 낼 것"이라고 말하기도 하였다.

## 타임라인

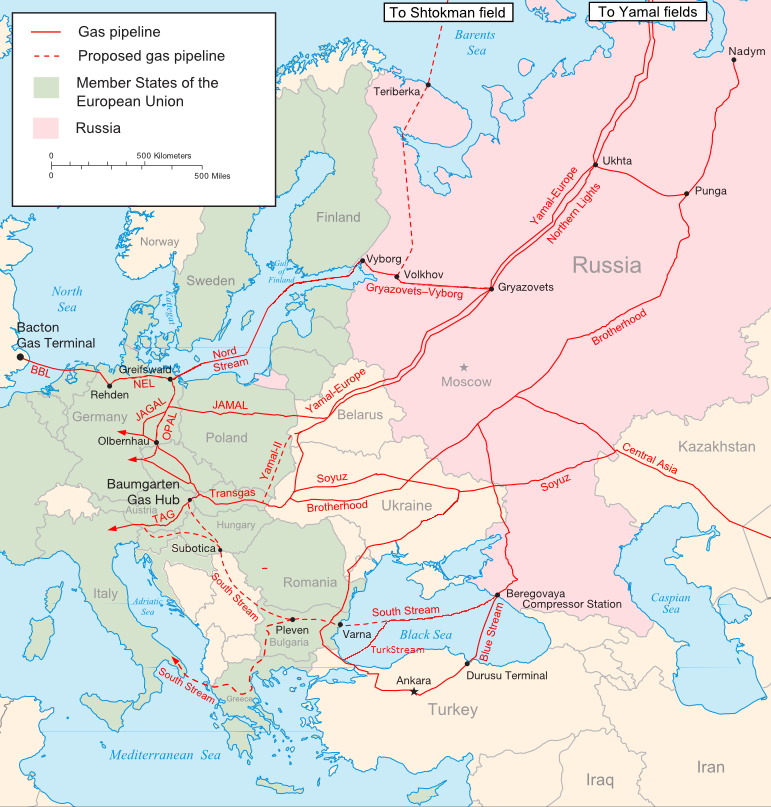
러시아와 유럽연합에 걸쳐저 있는 주요 천연가스파이프 라인, 이 파이프 라인을 통하여 러시아는 천연가스를 수출한다.

2022년 9월 26일, 노르트스트림 1,2 천연가스 파이프라인에서 폭발과 그에 따른 수중 가스 누출이 발생했다. 두 파이프라인 쌍은 발트해를 통해 러시아에서 독일로 천연 가스를 수송하기 위해 건설되었으며 러시아 국영 가스 회사가 소유하고 있다.
누출 전에는 2022년 러시아의 우크라이나 침공 이후 러시아와 유럽 연합 국가들과의 분쟁으로 유럽 국가들이 러시아의 천연 가스 구매를 보이콧하면서 파이프라인이 가동되지 않았고 이 때문에 천연 가스가 채워진 상태로 방치되어 있었다. 9월 26일 현지 시간으로 2시 23분에 노르트스트림2에서 폭발이 감지되었고 17시간 이후에는 노르트스트림1에서도 같은 일이발생하였다. 이로 인한 가스 누출이 감지되었고 여러 언론들은 이번 가스 누출로 해양 생태계에 오랜 기간동안 악영향을 줄 것이라고 평가했다. 이번 폭팔에 영향을 받은 파이프들은 모두 작동 불능 상태가 되었다.
유출이 발생한 다음날 스웨덴 경찰 당국은 바로 사건에 대한 조사를 시작하였다. 경찰은 이를 "중요한 사보타주" 불렀다. 조사는 다른 관련 당국 및 스웨덴 보안국 과 협력하여 진행되게 되었다.이후 10월 2일, 독일 내무부 장관은 독일, 덴마크, 스웨덴이 이러한 사보타주 행위를 조사하기 위해 합동 조사팀을 구성할 계획이라고 발표하였다.
러시아는 조사에 참여하기 위하여 유출 현장에 해군 함정을 파견 하였으나 다른 국가들이 러시아가 자체 조사를 수행하라고 말하면서 거부하였다. 러시아 외무부는 러시아 전문가들이 조사에서 제외된 것에 대해 당황함을 표명하였고 러시아가 "유사 결과"를 인정하지 않을 것이라고 말했다.

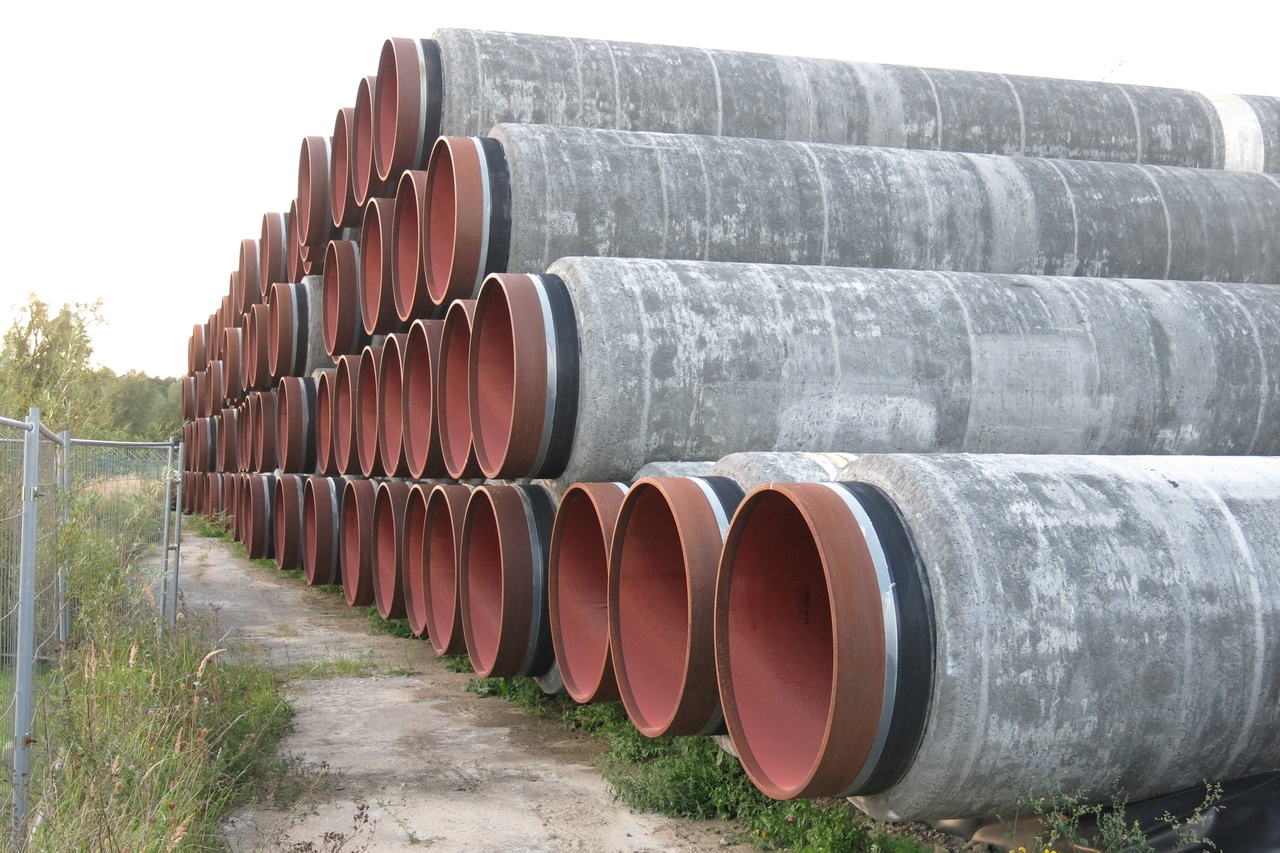
콘크리트로 둘러싸인 강철로 만든 노르트스트림 2 파이프라인을 구성하는 파이프 스택이다.

그러나 이후 스웨덴 검찰은 스웨덴이 덴마크, 독일과 합동 수사팀을 구성하면 스웨덴 국가 안보와 관련된 정보가 전달될 것이기 때문에 스웨덴이 합동 수사팀을 구성하지 않을 것이라고 발표했다. 1월 18일, 스웨덴 보안국은 이 사건이 파이프에서 폭발물의 흔적이 발견되었다고 말하면서 "총체적인 사보타주" 행위라고 결론지으면서도 누가 행한 행위인지에 대하여는 구체적으로 언급하지 않았다.
10월 15일 독일의 좌파 정당인 독일 좌파당은 독일 원내정당중 유일하게 가스관 폭팔 사건과 관련된 정부에 대한 의회 조사 실시 법안을 제출하였다. 그러나 독일 정부는 아직 현장 조사가 이뤄지지 않았고 사보타주로 추정되는 당일 보른홀름섬 근처에 나토나 러시아 선박이 존재했다는 정보등을 포함한 내용이 국가 기밀에 해당된다는 이유로 공개 조사를 거부하였다.
2022년 12월 워싱턴 포스트는 몇 달 간의 조사 끝에 러시아가 공격의 배후라는 결정적인 증거가 없었고 많은 유럽 및 미국 관리들이 더 이상 러시아가 연루되어 있다고 의심하지 않았다고 보도했다.

## 원인

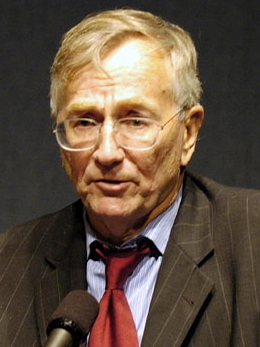
가스관 폭파 사건이 미국의 소행이라고 보도한 탐사보도 전문 기자 시모어 허쉬이다. 그는 과거 베트남전에서의 미라이 학살, 아부그라이브 교도소의 가혹행위를 폭로하는 보도들로 퓰리처상을 수상하였다.

처음에는 미국과 유럽연합 국가들이 러시아를 가스관 폭팔의 범인으로 지목하였다. 러시아는 부인하였다. 그러나 여러 팩트체크 사이트와 언론들에서 러시아가 범인이라는 논조로 보도하였다. 워싱턴 포스트는 유럽의 고위 관리들이 러시아를 범인이라고 생각하고 있다고 보도하였다. 월스트리트 저널또한 독일의 일부 관리들은 러시아가 폭발의 배후에 있다는 가정 하에 조사를 진행하고 있다고 보도하였다.
이후 시모어 허쉬 기자가 파이프라인을 미국의 중앙정보국이 파괴하였다는 주장을 내부고발자를 인용하여 보도하였다. 자세한 과정은 지난해 6월 노르트 스트림 가스관에 원격작동 폭발물을 심었고, 중앙정보국(CIA)이 3개월 후 노르웨이와 협력해 이 폭발물을 터트렸다고 말하였다. 미국 정부는 해당 보도를 부인하였다. 또한 일부 군소 언론사의 보도에서는 러시아는 원할때 가스관을 잠글 수 있어 가스관 파괴를 하였을 때 이익이 없으며 가스관 파괴로 가장 큰 이익을 얻는 것은 미국이라고 주장하였다. 이유로는 유럽연합이 러시아산 천연가스를 수입하지 못하여 미국산 에너지 원료를 수입하게 되기 때문이라고 말하였다. 하지만 이 소식이 알려진 이후 미국 주류 언론들의 보도는 거의 없었다.
미국의 석학인 제프리 삭스 또한 미국이 가스관을 폭파시켰다는 보도가 신뢰할 만 하다고 말하며 '이 같은 작전을 비밀리에 실행할 수 있는 국가는 미국을 제외하면 거의 없다'고 말하였다.